# Ångermanälven

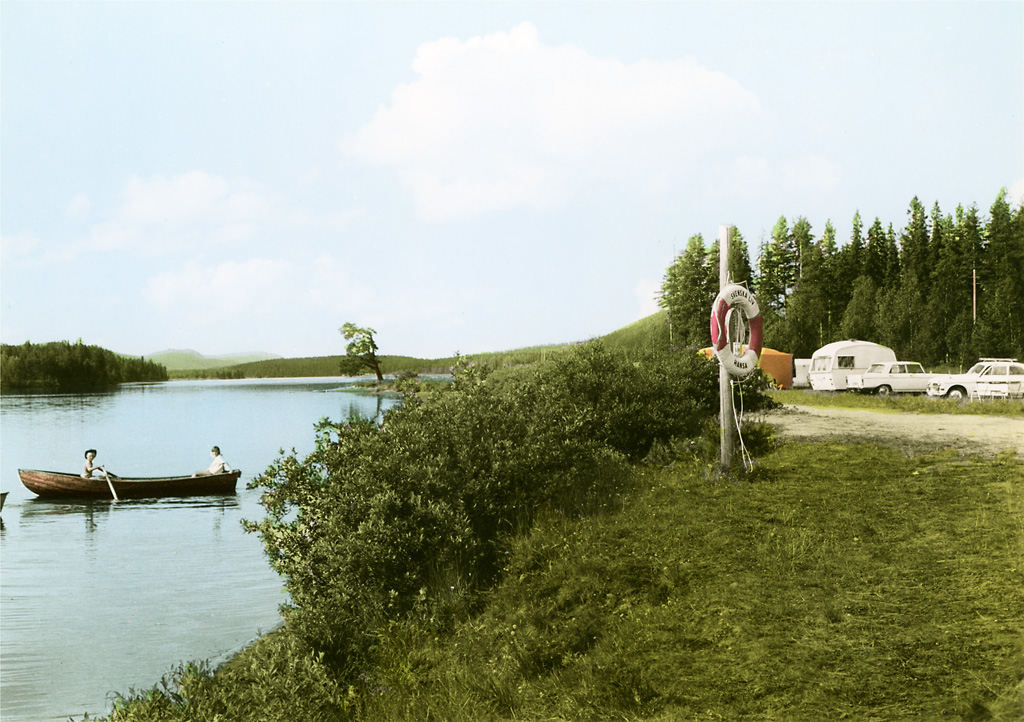
Camping vid Ångermanälven i Åsele under mitten av 1900-talet.

Ångermanälven är en älv som flyter genom mellersta Norrland, är 463 km lång och vars avrinningsområde täcker 31 860 km². Den är en av Sveriges vattenrikaste älvar, med en medelvattenföring på 500 m³/s vid mynningen.

## Mänsklig användning
Älven har många stora kraftverk och de främsta forsarna är Nämforsen, Moforsen och Forsmoforsen. Större fartyg kan gå upp till Nyland, och mindre båtar (som kan gå under låga broar) till Sollefteå.
På medeltiden kallades älven i vissa sammanhang för Styrån, då Styresholms borg låg vid älvens nedre lopp. Hela övre Norrland styrdes från den borgen.

## Sträckning
Ångermanälven har sina källor i södra Lappland och flyter genom Vilhelmina och Åsele kommuner och ner genom Ångermanland och mynnar i Bottenhavet.  De främsta biflödena är Vojmån, Fjällsjöälven och Faxälven. 
Ångermanälvens dalgång nedströms Junsele (och ner till Bottenhavet) kallas Ådalen. Nedanför Nyland i Kramfors kommun bildar Ångermanälven en lång, bred mynningsvik med de två kända broarna Sandöbron och Högakustenbron. Sträckan mellan Hammarsbron-Nyland och Svanö-Sandö kan betecknas som tröskelfjord, med djup ner till 100 meter mellan Kramfors och Bjärtrå och tröskeln vid Svanö-Sandö på 10 meter djup.

### Biflöden
Se även biflodsförteckningen nedan (uppräkningen går från mynningen i havet till källorna). Respektive vattendrags källflöden betecknas med (*):

- Kramforsån
  - Bodån*
  - Mjövattsån*
- Bollstaån
  - Majaån*
- Loån
  - Sjögarån*
  - Viättån*
    - Mångsån
- Gålsjöån
- Björkån
  - Oldsjöån
- Bruksån
  - Spannån*
  - Vallån*
  - Tunsjöån*
- Faxälven
- Mångmanån
  - Rötsjöån*
  - Gåsbäcken
- Vigdan
  - Skäljån
  - Jansjöån*
    - Rävsjöån*
    - Ottsjöbäcken*
- Fjällsjöälven
- Röån
  - Tarån
    - Sågbäcken
    - Valån

  - Ruskån*
  - Rinnån*
- Kvarnån
- Uman (å)
  - Bysjöån*
    - Juvanån*
      - Tågån
      - Stugusjöån*
      - Kvarnån*
- Kläppsjöbäcken
- Kortingån
- Tärnickån
  - Grossbäcken
- Gulbäcken
- Ässan
- Kultran
- Stavselån
  - Hedvattenbäcken
- Sämsjöån
- Holmträskån
- Insjöån
  - Långvattenån*
    - Mesjöån*
- Stamsjöån
  - Kvarnån
  - Lomsjöån
  - Avasjöån
    - Norrån*
    - Sörån*
- Kvällån
- Torvsjöån
- Vojmån
  - Järvsjöån
  - Bäsksjöån
  - Gråtanån
  - Matskanån
  - Skikkibäcken
  - Dajkanån
  - Dalsån
    - Skansnäsån

  - Krutån
    - Girisån*

  - Grönån
  - Tvärån
- Nästansjöån
  - Ängesbäcken*
    - Krokbäcken

  - Huvudsjöbäcken
- Laxbäcken
- Marsån
- Satsån
- Saxån
- Ransarån*
- Bodvillån